# Schieß-Europameisterschaften 10 Meter 2020
Die 49. ISSF Schieß-Europameisterschaften 10 Meter 2020, fanden vom 23. Februar bis 1. März 2020 in Wrocław (Breslau), Polen für die Disziplinen Gewehr und Pistole auf die 10-Meter-Distanz statt. Es nahmen 586 Juniorinnen, Junioren und Erwachsene aus insgesamt 45 Nationen an den 35 Disziplinen teil.

## Ergebnisse

### Erwachsene

#### Gewehr

##### Männer
| 10 m Luftgewehr | 10 m Luftgewehr | 10 m Luftgewehr | 10 m Luftgewehr | 10 m Luftgewehr | 10 m Luftgewehr | 10 m Luftgewehr | 10 m Luftgewehr |
| Nr.             | Wettbewerb      | Gold            | Gold            | Silber          | Silber          | Bronze          | Bronze          |
| --------------- | --------------- | --------------- | --------------- | --------------- | --------------- | --------------- | --------------- |
| 1               | Wrocław         | István Péni     | --              | Oleh Zarkow     | --              | Sergy Richter   | --              |

| 10 m Luftgewehr, Team | 10 m Luftgewehr, Team | 10 m Luftgewehr, Team                                           | 10 m Luftgewehr, Team | 10 m Luftgewehr, Team                            | 10 m Luftgewehr, Team | 10 m Luftgewehr, Team                                   | 10 m Luftgewehr, Team |
| Nr.                   | Wettbewerb            | Gold                                                            | Gold                  | Silber                                           | Silber                | Bronze                                                  | Bronze                |
| --------------------- | --------------------- | --------------------------------------------------------------- | --------------------- | ------------------------------------------------ | --------------------- | ------------------------------------------------------- | --------------------- |
| 1                     | Wrocław               | RusslandAlexander Drjagin Sergey Kamenskiy Vladimir Maslennikov | --                    | KroatienPetar Gorša Miran Maričić Borna Petanjek | --                    | FrankreichBrian Baudouin Etienne Germond Alexis Raynaud | --                    |

##### Frauen
| 10 m Luftgewehr | 10 m Luftgewehr | 10 m Luftgewehr      | 10 m Luftgewehr | 10 m Luftgewehr      | 10 m Luftgewehr | 10 m Luftgewehr | 10 m Luftgewehr |
| Nr.             | Wettbewerb      | Gold                 | Gold            | Silber               | Silber          | Bronze          | Bronze          |
| --------------- | --------------- | -------------------- | --------------- | -------------------- | --------------- | --------------- | --------------- |
| 1               | Wrocław         | Laura-Georgeta Coman | --              | Anastasiia Galashina | --              | Andrea Arsović  | --              |

| 10 m Luftgewehr, Team | 10 m Luftgewehr, Team | 10 m Luftgewehr, Team                                       | 10 m Luftgewehr, Team | 10 m Luftgewehr, Team                                     | 10 m Luftgewehr, Team | 10 m Luftgewehr, Team                                    | 10 m Luftgewehr, Team |
| Nr.                   | Wettbewerb            | Gold                                                        | Gold                  | Silber                                                    | Silber                | Bronze                                                   | Bronze                |
| --------------------- | --------------------- | ----------------------------------------------------------- | --------------------- | --------------------------------------------------------- | --------------------- | -------------------------------------------------------- | --------------------- |
| 1                     | Wrocław               | RusslandDaria Boldinova Anastasiia Galashina Yulia Karimova | --                    | NorwegenJeanette Hegg Duestad Johanna Reksten Jenny Stene | --                    | PolenNatalia Kochańska Agnieszka Nagay Aneta Stankiewicz | --                    |

##### Mixed
| 10 m Luftgewehr | 10 m Luftgewehr | 10 m Luftgewehr                     | 10 m Luftgewehr | 10 m Luftgewehr          | 10 m Luftgewehr | 10 m Luftgewehr             | 10 m Luftgewehr |
| Nr.             | Wettbewerb      | Gold                                | Gold            | Silber                   | Silber          | Bronze                      | Bronze          |
| --------------- | --------------- | ----------------------------------- | --------------- | ------------------------ | --------------- | --------------------------- | --------------- |
| 1               | Wrocław         | Vladimir Maslennikov Yulia Karimova | --              | István Péni Eszter Dénes | --              | Miran Maričić Estera Herceg | --              |

#### Pistole

##### Männer
| 10 m Luftpistole | 10 m Luftpistole | 10 m Luftpistole | 10 m Luftpistole | 10 m Luftpistole | 10 m Luftpistole | 10 m Luftpistole | 10 m Luftpistole |
| Nr.              | Wettbewerb       | Gold             | Gold             | Silber           | Silber           | Bronze           | Bronze           |
| ---------------- | ---------------- | ---------------- | ---------------- | ---------------- | ---------------- | ---------------- | ---------------- |
| 1                | Wrocław          | Artem Chernousov | --               | Paolo Monna      | --               | İsmail Keleş     | --               |

| 10 m Luftpistole, Team | 10 m Luftpistole, Team | 10 m Luftpistole, Team                                     | 10 m Luftpistole, Team | 10 m Luftpistole, Team                                 | 10 m Luftpistole, Team | 10 m Luftpistole, Team                          | 10 m Luftpistole, Team |
| Nr.                    | Wettbewerb             | Gold                                                       | Gold                   | Silber                                                 | Silber                 | Bronze                                          | Bronze                 |
| ---------------------- | ---------------------- | ---------------------------------------------------------- | ---------------------- | ------------------------------------------------------ | ---------------------- | ----------------------------------------------- | ---------------------- |
| 1                      | Wrocław                | RusslandAnton Aristarchow Artem Chernousov Andrei Chilikov | --                     | ItalienGiuseppe Giordano Paolo Monna Alessio Torracchi | --                     | SerbienDimitrije Grgić Damir Mikec Dusko Petrov | --                     |

##### Frauen
| 10 m Luftpistole | 10 m Luftpistole | 10 m Luftpistole  | 10 m Luftpistole | 10 m Luftpistole      | 10 m Luftpistole | 10 m Luftpistole | 10 m Luftpistole |
| Nr.              | Wettbewerb       | Gold              | Gold             | Silber                | Silber           | Bronze           | Bronze           |
| ---------------- | ---------------- | ----------------- | ---------------- | --------------------- | ---------------- | ---------------- | ---------------- |
| 1                | Wrocław          | Bobana Veličković | --               | Heidi Diethelm Gerber | --               | Anna Korakaki    | --               |

| 10 m Luftpistole, Team | 10 m Luftpistole, Team | 10 m Luftpistole, Team                                       | 10 m Luftpistole, Team | 10 m Luftpistole, Team                                    | 10 m Luftpistole, Team | 10 m Luftpistole, Team                                 | 10 m Luftpistole, Team |
| Nr.                    | Wettbewerb             | Gold                                                         | Gold                   | Silber                                                    | Silber                 | Bronze                                                 | Bronze                 |
| ---------------------- | ---------------------- | ------------------------------------------------------------ | ---------------------- | --------------------------------------------------------- | ---------------------- | ------------------------------------------------------ | ---------------------- |
| 1                      | Wrocław                | SerbienZorana Arunović Jasmina Milovanović Bobana Veličković | --                     | PolenBeata Bartków-Kwiatkowska Klaudia Breś Joanna Tomala | --                     | DeutschlandAndrea Heckner Julia Hochmuth Monika Karsch | --                     |

##### Mixed
| 10 m Luftpistole | 10 m Luftpistole | 10 m Luftpistole                        | 10 m Luftpistole | 10 m Luftpistole            | 10 m Luftpistole | 10 m Luftpistole                   | 10 m Luftpistole |
| Nr.              | Wettbewerb       | Gold                                    | Gold             | Silber                      | Silber           | Bronze                             | Bronze           |
| ---------------- | ---------------- | --------------------------------------- | ---------------- | --------------------------- | ---------------- | ---------------------------------- | ---------------- |
| 1                | Wrocław          | Artem Chernousov Vitalina Batsarashkina | --               | Damir Mikec Zorana Arunović | --               | Jason Solari Heidi Diethelm Gerber | --               |

#### Laufende Scheibe

##### Männer
| 10 m laufende Scheibe | 10 m laufende Scheibe | 10 m laufende Scheibe | 10 m laufende Scheibe | 10 m laufende Scheibe | 10 m laufende Scheibe | 10 m laufende Scheibe | 10 m laufende Scheibe |
| Nr.                   | Wettbewerb            | Gold                  | Gold                  | Silber                | Silber                | Bronze                | Bronze                |
| --------------------- | --------------------- | --------------------- | --------------------- | --------------------- | --------------------- | --------------------- | --------------------- |
| 1                     | Wrocław               | Emil Martinsson       | --                    | Mikhail Azarenko      | --                    | Łukasz Czapla         | --                    |

| 10 m laufende Scheibe Mixed | 10 m laufende Scheibe Mixed | 10 m laufende Scheibe Mixed | 10 m laufende Scheibe Mixed | 10 m laufende Scheibe Mixed | 10 m laufende Scheibe Mixed | 10 m laufende Scheibe Mixed | 10 m laufende Scheibe Mixed |
| Nr.                         | Wettbewerb                  | Gold                        | Gold                        | Silber                      | Silber                      | Bronze                      | Bronze                      |
| --------------------------- | --------------------------- | --------------------------- | --------------------------- | --------------------------- | --------------------------- | --------------------------- | --------------------------- |
| 1                           | Wrocław                     | Jesper Nyberg               | --                          | Vladislav Shchepotkin       | --                          | Mikhail Azarenko            | --                          |

| 10 m laufende Scheibe, Team | 10 m laufende Scheibe, Team | 10 m laufende Scheibe, Team                                             | 10 m laufende Scheibe, Team | 10 m laufende Scheibe, Team                            | 10 m laufende Scheibe, Team | 10 m laufende Scheibe, Team                                    | 10 m laufende Scheibe, Team |
| Nr.                         | Wettbewerb                  | Gold                                                                    | Gold                        | Silber                                                 | Silber                      | Bronze                                                         | Bronze                      |
| --------------------------- | --------------------------- | ----------------------------------------------------------------------- | --------------------------- | ------------------------------------------------------ | --------------------------- | -------------------------------------------------------------- | --------------------------- |
| 1                           | Wrocław                     | RusslandVladislav Shchepotkin Mikhail Azarenko Wladislaw Prjanischnikow | --                          | SchwedenJesper Nyberg Niklas Bergström Emil Martinsson | --                          | FinnlandTomi-Pekka Heikkilä Heikki Lahdekorpi Krister Holmberg | --                          |

| 10 m laufende Scheibe Mixed, Team | 10 m laufende Scheibe Mixed, Team | 10 m laufende Scheibe Mixed, Team                      | 10 m laufende Scheibe Mixed, Team | 10 m laufende Scheibe Mixed, Team                                       | 10 m laufende Scheibe Mixed, Team | 10 m laufende Scheibe Mixed, Team                              | 10 m laufende Scheibe Mixed, Team |
| Nr.                               | Wettbewerb                        | Gold                                                   | Gold                              | Silber                                                                  | Silber                            | Bronze                                                         | Bronze                            |
| --------------------------------- | --------------------------------- | ------------------------------------------------------ | --------------------------------- | ----------------------------------------------------------------------- | --------------------------------- | -------------------------------------------------------------- | --------------------------------- |
| 1                                 | Wrocław                           | SchwedenJesper Nyberg Niklas Bergström Emil Martinsson | --                                | RusslandVladislav Shchepotkin Mikhail Azarenko Wladislaw Prjanischnikow | --                                | FinnlandTomi-Pekka Heikkilä Heikki Lahdekorpi Krister Holmberg | --                                |

##### Frauen
| 10 m laufende Scheibe | 10 m laufende Scheibe | 10 m laufende Scheibe | 10 m laufende Scheibe | 10 m laufende Scheibe | 10 m laufende Scheibe | 10 m laufende Scheibe | 10 m laufende Scheibe |
| Nr.                   | Wettbewerb            | Gold                  | Gold                  | Silber                | Silber                | Bronze                | Bronze                |
| --------------------- | --------------------- | --------------------- | --------------------- | --------------------- | --------------------- | --------------------- | --------------------- |
| 1                     | Wrocław               | Olga Stepanova        | --                    | Daniela Vogelbacher   | --                    | Viktoriya Rybovalova  | --                    |

| 10 m laufende Scheibe Mixed | 10 m laufende Scheibe Mixed | 10 m laufende Scheibe Mixed | 10 m laufende Scheibe Mixed | 10 m laufende Scheibe Mixed | 10 m laufende Scheibe Mixed | 10 m laufende Scheibe Mixed | 10 m laufende Scheibe Mixed |
| Nr.                         | Wettbewerb                  | Gold                        | Gold                        | Silber                      | Silber                      | Bronze                      | Bronze                      |
| --------------------------- | --------------------------- | --------------------------- | --------------------------- | --------------------------- | --------------------------- | --------------------------- | --------------------------- |
| 1                           | Wrocław                     | Galina Avramenko            | --                          | Viktoriya Rybovalova        | --                          | Olga Stepanova              | --                          |

| 10 m laufende Scheibe, Team | 10 m laufende Scheibe, Team | 10 m laufende Scheibe, Team                                       | 10 m laufende Scheibe, Team | 10 m laufende Scheibe, Team                           | 10 m laufende Scheibe, Team | 10 m laufende Scheibe, Team                                 | 10 m laufende Scheibe, Team |
| Nr.                         | Wettbewerb                  | Gold                                                              | Gold                        | Silber                                                | Silber                      | Bronze                                                      | Bronze                      |
| --------------------------- | --------------------------- | ----------------------------------------------------------------- | --------------------------- | ----------------------------------------------------- | --------------------------- | ----------------------------------------------------------- | --------------------------- |
| 1                           | Wrocław                     | UkraineGalina Avramenko Viktoriya Rybovalova Valentyna Honcharova | --                          | RusslandOlga Stepanova Irina Izmalkova Julia Eydenzon | --                          | ArmenienLilit Mkrtchyan Gohar Harutyunyan Arusyak Grigoryan | --                          |

| 10 m laufende Scheibe Mixed, Team | 10 m laufende Scheibe Mixed, Team | 10 m laufende Scheibe Mixed, Team                     | 10 m laufende Scheibe Mixed, Team | 10 m laufende Scheibe Mixed, Team                                 | 10 m laufende Scheibe Mixed, Team | 10 m laufende Scheibe Mixed, Team                           | 10 m laufende Scheibe Mixed, Team |
| Nr.                               | Wettbewerb                        | Gold                                                  | Gold                              | Silber                                                            | Silber                            | Bronze                                                      | Bronze                            |
| --------------------------------- | --------------------------------- | ----------------------------------------------------- | --------------------------------- | ----------------------------------------------------------------- | --------------------------------- | ----------------------------------------------------------- | --------------------------------- |
| 1                                 | Wrocław                           | RusslandOlga Stepanova Irina Izmalkova Julia Eydenzon | --                                | UkraineGalina Avramenko Viktoriya Rybovalova Valentyna Honcharova | --                                | ArmenienLilit Mkrtchyan Gohar Harutyunyan Arusyak Grigoryan | --                                |

##### Mixed
| 10 m laufende Scheibe | 10 m laufende Scheibe | 10 m laufende Scheibe           | 10 m laufende Scheibe | 10 m laufende Scheibe        | 10 m laufende Scheibe | 10 m laufende Scheibe                 | 10 m laufende Scheibe |
| Nr.                   | Wettbewerb            | Gold                            | Gold                  | Silber                       | Silber                | Bronze                                | Bronze                |
| --------------------- | --------------------- | ------------------------------- | --------------------- | ---------------------------- | --------------------- | ------------------------------------- | --------------------- |
| 1                     | Wrocław               | Mikhail Azarenko Julia Eydenzon | --                    | Ihor Kizyma Halyna Avramenko | --                    | Danylo Danylenko Viktoriya Rybovalova | --                    |

### Juniorinnen und Junioren

#### Gewehr

##### Junioren
| 10 m Luftgewehr | 10 m Luftgewehr | 10 m Luftgewehr      | 10 m Luftgewehr | 10 m Luftgewehr  | 10 m Luftgewehr | 10 m Luftgewehr   | 10 m Luftgewehr |
| Nr.             | Wettbewerb      | Gold                 | Gold            | Silber           | Silber          | Bronze            | Bronze          |
| --------------- | --------------- | -------------------- | --------------- | ---------------- | --------------- | ----------------- | --------------- |
| 1               | Wrocław         | Soma Richard Hammerl | --              | Stefan Wadlegger | --              | Grigorii Shamakov | --              |

| 10 m Luftgewehr, Team | 10 m Luftgewehr, Team | 10 m Luftgewehr, Team                                | 10 m Luftgewehr, Team | 10 m Luftgewehr, Team                                                             | 10 m Luftgewehr, Team | 10 m Luftgewehr, Team                                                 | 10 m Luftgewehr, Team |
| Nr.                   | Wettbewerb            | Gold                                                 | Gold                  | Silber                                                                            | Silber                | Bronze                                                                | Bronze                |
| --------------------- | --------------------- | ---------------------------------------------------- | --------------------- | --------------------------------------------------------------------------------- | --------------------- | --------------------------------------------------------------------- | --------------------- |
| 1                     | Wrocław               | UngarnSoma Richard Hammerl Zalán Pekler Ferenc Török | --                    | FrankreichBastien Louis Noel Destefanis Lucas Bernard Denis Kryzs Nicolas Mompach | --                    | ItalienMichele Bernardi Agustin Martin Petrini Danilo Dennis Sollazzo | --                    |

##### Juniorinnen
| 10 m Luftgewehr | 10 m Luftgewehr | 10 m Luftgewehr   | 10 m Luftgewehr | 10 m Luftgewehr | 10 m Luftgewehr | 10 m Luftgewehr | 10 m Luftgewehr |
| Nr.             | Wettbewerb      | Gold              | Gold            | Silber          | Silber          | Bronze          | Bronze          |
| --------------- | --------------- | ----------------- | --------------- | --------------- | --------------- | --------------- | --------------- |
| 1               | Wrocław         | Aleksandra Szutko | --              | Jade Bordet     | --              | Eszter Meszaros | --              |

| 10 m Luftgewehr, Team | 10 m Luftgewehr, Team | 10 m Luftgewehr, Team                                             | 10 m Luftgewehr, Team | 10 m Luftgewehr, Team                                     | 10 m Luftgewehr, Team | 10 m Luftgewehr, Team                                                  | 10 m Luftgewehr, Team |
| Nr.                   | Wettbewerb            | Gold                                                              | Gold                  | Silber                                                    | Silber                | Bronze                                                                 | Bronze                |
| --------------------- | --------------------- | ----------------------------------------------------------------- | --------------------- | --------------------------------------------------------- | --------------------- | ---------------------------------------------------------------------- | --------------------- |
| 1                     | Wrocław               | RusslandAnastasiia Dereviagina Tatiana Kharkova Alina Khizbullina | --                    | DeutschlandFranka Janßen Larissa Weindorf Melissa Ruschel | --                    | PolenJulia Katarzyna Grzybowska Julia Ewa Piotrowska Aleksandra Szutko | --                    |

##### Mixed
| 10 m Luftgewehr | 10 m Luftgewehr | 10 m Luftgewehr              | 10 m Luftgewehr | 10 m Luftgewehr                    | 10 m Luftgewehr | 10 m Luftgewehr                           | 10 m Luftgewehr |
| Nr.             | Wettbewerb      | Gold                         | Gold            | Silber                             | Silber          | Bronze                                    | Bronze          |
| --------------- | --------------- | ---------------------------- | --------------- | ---------------------------------- | --------------- | ----------------------------------------- | --------------- |
| 1               | Wrocław         | Eszter Meszaros Zalán Pekler | --              | Tatiana Kharkova Grigorii Shamakov | --              | Anastasiia Dereviagina Alexander Vasilyev | --              |

#### Pistole

##### Junioren
| 10 m Luftpistole | 10 m Luftpistole | 10 m Luftpistole | 10 m Luftpistole | 10 m Luftpistole         | 10 m Luftpistole | 10 m Luftpistole      | 10 m Luftpistole |
| Nr.              | Wettbewerb       | Gold             | Gold             | Silber                   | Silber           | Bronze                | Bronze           |
| ---------------- | ---------------- | ---------------- | ---------------- | ------------------------ | ---------------- | --------------------- | ---------------- |
| 1                | Wrocław          | Hlib Kihitov     | --               | James Andrew John Miller | --               | Federico Nilo Maldini | --               |

| 10 m Luftpistole, Team | 10 m Luftpistole, Team | 10 m Luftpistole, Team                                          | 10 m Luftpistole, Team | 10 m Luftpistole, Team                          | 10 m Luftpistole, Team | 10 m Luftpistole, Team                                             | 10 m Luftpistole, Team |
| Nr.                    | Wettbewerb             | Gold                                                            | Gold                   | Silber                                          | Silber                 | Bronze                                                             | Bronze                 |
| ---------------------- | ---------------------- | --------------------------------------------------------------- | ---------------------- | ----------------------------------------------- | ---------------------- | ------------------------------------------------------------------ | ---------------------- |
| 1                      | Wrocław                | RusslandAleksandr Kondrashin Egor Vyskrebtsev Kirill Mikhailiut | --                     | SlowakeiMarek Copak Lukas Filip Jergus Vengrini | --                     | ItalienFederico Nilo Maldini Matteo Mastrovalerio Simone Saravalli | --                     |

##### Juniorinnen
| 10 m Luftpistole | 10 m Luftpistole | 10 m Luftpistole | 10 m Luftpistole | 10 m Luftpistole     | 10 m Luftpistole | 10 m Luftpistole  | 10 m Luftpistole |
| Nr.              | Wettbewerb       | Gold             | Gold             | Silber               | Silber           | Bronze            | Bronze           |
| ---------------- | ---------------- | ---------------- | ---------------- | -------------------- | ---------------- | ----------------- | ---------------- |
| 1                | Wrocław          | Vanessa Seeger   | --               | Veronika Schejbalova | --               | Anastasia Shadakh | --               |

| 10 m Luftpistole, Team | 10 m Luftpistole, Team | 10 m Luftpistole, Team                                    | 10 m Luftpistole, Team | 10 m Luftpistole, Team                                  | 10 m Luftpistole, Team | 10 m Luftpistole, Team                                       | 10 m Luftpistole, Team |
| Nr.                    | Wettbewerb             | Gold                                                      | Gold                   | Silber                                                  | Silber                 | Bronze                                                       | Bronze                 |
| ---------------------- | ---------------------- | --------------------------------------------------------- | ---------------------- | ------------------------------------------------------- | ---------------------- | ------------------------------------------------------------ | ---------------------- |
| 1                      | Wrocław                | RusslandAnastasia Shadakh Daria Sirotkina Nadezhda Koloda | --                     | ItalienChiara Giancamilli Alessandra Fait Brunella Aria | --                     | DeutschlandVanessa Seeger Natalie Köhler Tabea Isabell Ocker | --                     |

##### Mixed
| 10 m Luftpistole | 10 m Luftpistole | 10 m Luftpistole                  | 10 m Luftpistole | 10 m Luftpistole                   | 10 m Luftpistole | 10 m Luftpistole                     | 10 m Luftpistole |
| Nr.              | Wettbewerb       | Gold                              | Gold             | Silber                             | Silber           | Bronze                               | Bronze           |
| ---------------- | ---------------- | --------------------------------- | ---------------- | ---------------------------------- | ---------------- | ------------------------------------ | ---------------- |
| 1                | Wrocław          | Daria Sirotkina Kirill Mikhailiut | --               | Brunella Aria Matteo Mastrovalerio | --               | Nadezhda Koloda Aleksandr Kondrashin | --               |

#### Laufende Scheibe

##### Junioren
| 10 m laufende Scheibe | 10 m laufende Scheibe | 10 m laufende Scheibe | 10 m laufende Scheibe | 10 m laufende Scheibe | 10 m laufende Scheibe | 10 m laufende Scheibe | 10 m laufende Scheibe |
| Nr.                   | Wettbewerb            | Gold                  | Gold                  | Silber                | Silber                | Bronze                | Bronze                |
| --------------------- | --------------------- | --------------------- | --------------------- | --------------------- | --------------------- | --------------------- | --------------------- |
| 1                     | Wrocław               | Andreas Bergstroem    | --                    | Aaro Juhani Vuorimaa  | --                    | Denys Babliuk         | --                    |

| 10 m laufende Scheibe Mixed | 10 m laufende Scheibe Mixed | 10 m laufende Scheibe Mixed | 10 m laufende Scheibe Mixed | 10 m laufende Scheibe Mixed | 10 m laufende Scheibe Mixed | 10 m laufende Scheibe Mixed | 10 m laufende Scheibe Mixed |
| Nr.                         | Wettbewerb                  | Gold                        | Gold                        | Silber                      | Silber                      | Bronze                      | Bronze                      |
| --------------------------- | --------------------------- | --------------------------- | --------------------------- | --------------------------- | --------------------------- | --------------------------- | --------------------------- |
| 1                           | Wrocław                     | Gor Khachatryan             | --                          | Denys Babliuk               | --                          | Andreas Bergstroem          | --                          |

| 10 m laufende Scheibe, Team | 10 m laufende Scheibe, Team | 10 m laufende Scheibe, Team                          | 10 m laufende Scheibe, Team | 10 m laufende Scheibe, Team                                                    | 10 m laufende Scheibe, Team | 10 m laufende Scheibe, Team                            | 10 m laufende Scheibe, Team |
| Nr.                         | Wettbewerb                  | Gold                                                 | Gold                        | Silber                                                                         | Silber                      | Bronze                                                 | Bronze                      |
| --------------------------- | --------------------------- | ---------------------------------------------------- | --------------------------- | ------------------------------------------------------------------------------ | --------------------------- | ------------------------------------------------------ | --------------------------- |
| 1                           | Wrocław                     | UkraineDenys Babliuk Danylo Danylenko Andrii Drachuk | --                          | SchwedenAndreas Bergstroem Mats Per Oscar Eliasson Max Albin Ludvig Martinsson | --                          | RusslandIan Eidenzon Aleksandr Dorontsov Pavel Golubev | --                          |

| 10 m laufende Scheibe Mixed, Team | 10 m laufende Scheibe Mixed, Team | 10 m laufende Scheibe Mixed, Team                    | 10 m laufende Scheibe Mixed, Team | 10 m laufende Scheibe Mixed, Team                                              | 10 m laufende Scheibe Mixed, Team | 10 m laufende Scheibe Mixed, Team                                      | 10 m laufende Scheibe Mixed, Team |
| Nr.                               | Wettbewerb                        | Gold                                                 | Gold                              | Silber                                                                         | Silber                            | Bronze                                                                 | Bronze                            |
| --------------------------------- | --------------------------------- | ---------------------------------------------------- | --------------------------------- | ------------------------------------------------------------------------------ | --------------------------------- | ---------------------------------------------------------------------- | --------------------------------- |
| 1                                 | Wrocław                           | UkraineDenys Babliuk Danylo Danylenko Andrii Drachuk | --                                | SchwedenAndreas Bergstroem Mats Per Oscar Eliasson Max Albin Ludvig Martinsson | --                                | FinnlandAaro Juhani Vuorimaa Mikko Nestori Hakala Toni Kristian Annala | --                                |

##### Juniorinnen
| 10 m laufende Scheibe | 10 m laufende Scheibe | 10 m laufende Scheibe | 10 m laufende Scheibe | 10 m laufende Scheibe | 10 m laufende Scheibe | 10 m laufende Scheibe | 10 m laufende Scheibe |
| Nr.                   | Wettbewerb            | Gold                  | Gold                  | Silber                | Silber                | Bronze                | Bronze                |
| --------------------- | --------------------- | --------------------- | --------------------- | --------------------- | --------------------- | --------------------- | --------------------- |
| 1                     | Wrocław               | Kristina Hilevych     | --                    | Kseniia Anufrieva     | --                    | Marharyta Tarkanii    | --                    |

| 10 m laufende Scheibe Mixed | 10 m laufende Scheibe Mixed | 10 m laufende Scheibe Mixed | 10 m laufende Scheibe Mixed | 10 m laufende Scheibe Mixed | 10 m laufende Scheibe Mixed | 10 m laufende Scheibe Mixed | 10 m laufende Scheibe Mixed |
| Nr.                         | Wettbewerb                  | Gold                        | Gold                        | Silber                      | Silber                      | Bronze                      | Bronze                      |
| --------------------------- | --------------------------- | --------------------------- | --------------------------- | --------------------------- | --------------------------- | --------------------------- | --------------------------- |
| 1                           | Wrocław                     | Marharyta Tarkanii          | --                          | Kristina Zholudeva          | --                          | Anastasiia Zhuchenko        | --                          |

## Medaillenspiegel
| Platz  | Land                   | Gold | Silber | Bronze | Gesamt |
| ------ | ---------------------- | ---- | ------ | ------ | ------ |
| 01     | Russland               | 14   | 8      | 7      | 29     |
| 02     | Ukraine                | 7    | 5      | 5      | 17     |
| 03     | Schweden               | 4    | 3      | 1      | 8      |
| 04     | Ungarn                 | 4    | 1      | 1      | 6      |
| 05     | Serbien                | 2    | 1      | 2      | 5      |
| 06     | Deutschland            | 1    | 2      | 2      | 5      |
| 07     | Polen                  | 1    | 1      | 3      | 5      |
| 08     | Armenien               | 1    | —      | 2      | 3      |
| 09     | Rumänien               | 1    | —      | —      | 1      |
| 10     | Italien                | —    | 4      | 3      | 7      |
| 11     | Frankreich             | —    | 2      | 1      | 3      |
| 12     | Finnland               | —    | 1      | 3      | 4      |
| 13     | Kroatien               | —    | 1      | 1      | 2      |
| 13     | Schweiz                | —    | 1      | 1      | 2      |
| 15     | Tschechien             | —    | 1      | —      | 1      |
| 15     | Vereinigtes Königreich | —    | 1      | —      | 1      |
| 15     | Norwegen               | —    | 1      | —      | 1      |
| 15     | Slowakei               | —    | 1      | —      | 1      |
| 20     | Griechenland           | —    | —      | 1      | 1      |
| 20     | Israel                 | —    | —      | 1      | 1      |
| 20     | Türkei                 | —    | —      | 1      | 1      |
| Gesamt | Gesamt                 | 35   | 35     | 35     | 105    |